# La vegetariana
La vegetariana (en alfabeto hangul: 채식주의자, Chaesikjuuija) es una novela surcoreana escrita por Han Kang y publicada por primera vez en 2007.
Ambientada en el Seúl contemporáneo, la novela cuenta la historia de Yeong-hye, una ama de casa que tras tener un sueño decide hacerse vegetariana. Esta decisión trae consigo una serie de consecuencias para ella y su familia.
Esta obra fue la primera de Han en ser traducida al español, el año 2012. También fue la primera en ser traducida al inglés, en 2015. En 2016, gana Premio Man Booker International.

## Argumento
La vegetariana cuenta la historia de Yeong-hye, un ama de casa que, un día, decide repentinamente dejar de comer carne después de una serie de sueños que incluían imágenes de matanzas de animales. Esta abstención la lleva a distanciarse de su familia y de la sociedad. La historia se cuenta en tres partes: La vegetariana, La mancha mongólica y Los árboles en llamas. La primera parte es narrada por el marido de Yeong-hye, el señor Cheong, en primera persona. La segunda parte es narrada en tercera persona y se centra en el cuñado de Yeong-hye; y la tercera parte permanece en tercera persona, pero se centra en su hermana, In-hye, mientras habla esporádicamente en tiempo presente.

### La vegetariana
El señor Cheong considera que su esposa «no tiene absolutamente nada de especial». Él explica que cuando la conoció ni siquiera se sintió atraído por ella y eso le pareció bien. El señor Cheong se contenta con deambular por la vida; parece como si su único objetivo fuera vivir una vida convencional y sin complicaciones. Decide casarse con Yeong-hye porque piensa que ella demostraría ser una esposa buena y obediente que encajaría perfectamente en el tipo de estilo de vida que él busca. Después de varios años de matrimonio relativamente normal, Cheong se despierta una mañana y encuentra a su esposa desechando todos los productos cárnicos de la casa. Cheong exige una explicación y Yeong-hye responde vagamente que «tuve un sueño». Cheong intenta racionalizar la decisión de vida de su esposa durante los próximos meses y ocuparse de las comidas vegetarianas en casa, pero como Yeong-hye comienza a comer menos y sigue adelgazando, finalmente llama a la familia de Yeong-hye y se programa una intervención. Mientras están alrededor de la mesa, la familia de Yeong-hye intenta convencerla de que coma carne; su padre, que sirvió en Vietnam y es conocido por su temperamento severo, la abofetea cuando ella se niega. Su padre luego le pide a un reacio Cheong y al hermano de Yeong-hye, Yeong-ho, que le sostengan los brazos mientras la alimenta a la fuerza con un trozo de cerdo. Yeong-hye se aleja, escupe el cerdo, agarra un cuchillo de fruta y se corta la muñeca. La familia incrédula la lleva rápidamente a un hospital donde se recupera y donde el Sr. Cheong admite que ella se ha vuelto mentalmente inestable. Cuando la sección termina, Yeong-hye logra salir del hospital y cuando la localizan, revela un pájaro en su palma, que tiene una «mordedura de depredador» y pregunta «¿He hecho algo malo?».

### La mancha mongólica
El marido de la hermana de Yeong-hye, In-hye, cuyo nombre permanece sin revelar, es un artista de videoarte. Él imagina una escena de amor entre dos personas, con sus cuerpos decorados con flores pintadas y, al enterarse de que Yeong-hye conserva en la adultez la mancha mongólica con forma de pétalo de flor, elabora un plan para pintarla y grabarla para darle vida a esta imagen artística. Se revela que se siente atraído por Yeong-hye, especialmente después de ir a ver cómo está (el narrador revela que Cheong le entregó los papeles del divorcio a Yeong-hye) y encontrarla descaradamente desnuda en su apartamento. Yeong-hye acepta posar para él y él le pinta flores en el cuerpo en un estudio alquilado a un profesor de arte de la zona. Continúa este proyecto con una segunda obra de arte, que implica reclutar a un compañero artista para unirse a Yeong-hye en una película sexualmente explícita. Cuando la cuñada pregunta si ambos tendrán relaciones sexuales reales, su amigo se avergüenza y se va. Yeong-hye, que se excitó durante esta secuencia, afirma que fue por las flores pintadas en el cuerpo del hombre. El cuñado le pide a una amiga que le pinte flores y visita a Yeong-hye, donde ambos mantienen un momento sexual grabado. Cuando su esposa descubre la película, llama a los servicios de emergencia alegando que tanto él como Yeong-hye padecen problemas mentales. Él contempla saltar desde el balcón, probablemente hacia su muerte, pero permanece «clavado en el suelo» y las autoridades lo escoltan fuera del edificio.

### Los árboles en llamas
In-hye sigue siendo la única miembro de la familia que apoya a Yeong-hye después de su deterioro mental y físico. Se ha separado de su marido después de los acontecimientos de la sección anterior, y se queda a cargo de su hijo además de su hermana, cuya salud se está deteriorando. A medida que el comportamiento de Yeong-hye empeora, es internada en un hospital psiquiátrico en el Monte Ch'ukseong, donde, a pesar de recibir un tratamiento de alto nivel contra la anorexia nerviosa y la esquizofrenia, se comporta gradualmente más como una planta. En una ocasión, ella escapa del hospital y es encontrada parada en un bosque «empapada por la lluvia como si ella misma fuera uno de los árboles relucientes». In-hye, que constantemente reflexiona sobre el dolor de lidiar con su divorcio y el cuidado de su hijo y que a lo largo del capítulo muestra signos de su propia depresión e inestabilidad mental, visita a Yeong-hye regularmente y continúa tratando de hacerla comer. En un punto, Yeong-hye ya ha dejado de comer por completo, y cuando In-hye ve a los médicos alimentarla a la fuerza y amenazarla con sedarla para evitar que vomite, In-hye muerde a la enfermera que la retiene y agarra a su hermana. In-hye y Yeong-hye son llevadas a un hospital diferente en ambulancia, e In-hye observa los árboles a medida que pasan, lo que es un indicio de la posible herencia de una psique vegetal similar, que también la afecta a ella.

## Trasfondo
Las tres partes del libro se publicaron originalmente como novelas cortas separadas. La mancha mongólica se publicó en 2005; por obligaciones contractuales, La vegetariana y Los árboles en llamas no se publicaron hasta dos años después.  Por eso hoy en día a veces todavía se hace referencia a la novela como una colección de cuentos. Han Kang en realidad planeó escribir una cuarta historia desde la perspectiva del sobrino de la protagonista, pero cuando terminó el tercer acto estuvo segura de haber concluido la obra.

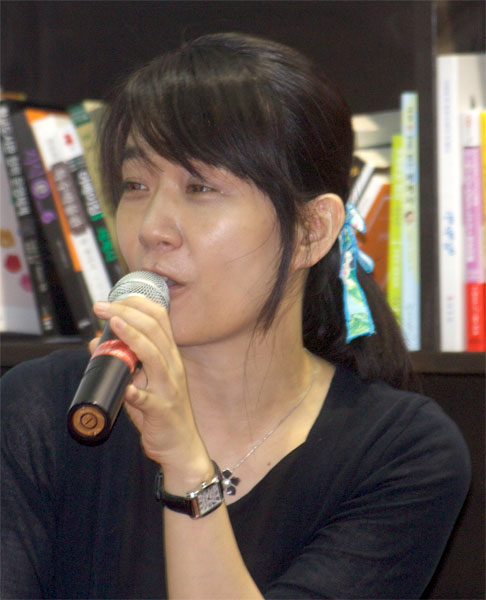
El libro de Han Kang se convirtió en el primer libro en ganar la nueva edición del Premio Internacional Man Booker.

Han tuvo por primera vez la idea de escribir sobre la vegetación o las plantas cuando, siendo estudiante universitaria, se encontró con la obra del famoso escritor surcoreano Yi Sang. En particular, le impresionó la cita: «Creo que los humanos deberían ser plantas». La exploración que Han ha hecho durante toda su vida de los temas de la violencia y la humanidad también se refleja en el libro, que trata principalmente de las elecciones naturales y cotidianas de los seres humanos en términos de alimentación. En una entrevista con Sarah Shin para The White Review, dijo: «Mientras escribía La vegetariana, albergaba preguntas sobre la violencia humana y la imposibilidad de la inocencia. En el reverso del intento extremo de la protagonista Yeong-hye de darle la espalda a la violencia al deshacerse de su propio cuerpo humano y transformarse en una planta se esconde una profunda desesperación y duda sobre la humanidad». En febrero de 2016, mientras hablaba con Bethanne Patrick de Literary Hub, Han explicó: «La idea del libro se me ocurrió originalmente como una imagen de una mujer que se convierte en una planta. Escribí un cuento, "El fruto de mi mujer", en 1997, donde una mujer literalmente se convierte en una planta. Después de varios años (2003-2004), reelaboré esta imagen en La vegetariana, de una manera más oscura y feroz».
En una entrevista concedida en febrero de 2016 a The Guardian, Han Kang dijo: «Cuando era adolescente me hacía las típicas preguntas: ¿por qué el dolor, por qué la muerte? Pensaba que los libros tenían las respuestas, pero curiosamente me di cuenta de que solo contienen preguntas. Sus escritores eran débiles y vulnerables, igual que nosotros». Escribir el libro fue una tarea difícil, dijo, y la causa principal fueron sus problemas articulares, que empezaron a mediados de la treintena. Ella escribió toda la novela a mano. Han recibió ayuda de un videoartista y de un hospital psiquiátrico durante la investigación para el libro. La segunda parte del libro está inspirada principalmente en las experiencias de Han con el artista antes mencionado, cuyo trabajo fue ampliamente estudiado.

## Temas
La novela trata principalmente sobre el deseo, la vergüenza y la empatía reflejados en los vacilantes intentos de los personajes por comprender a las personas que los rodean. Charles Montgomery, profesor de la División de Traducción e Interpretación de Inglés de la Universidad Dongguk y editor del sitio web Literatura Coreana en Traducción, afirma que la «descripción que hace Han de algunas funciones malignas de la vida» recuerda a su libro anterior, "Convalecencia", que es un cuento sobre un grupo de personas que han sufrido diferentes tipos de traumas. Montgomery sostiene que «dado que está escrito desde la perspectiva de múltiples narradores, logra una especie de verosimilitud general y carácter tridimensional».
Contrariamente a lo que el título podría sugerir, el libro sólo aborda brevemente la filosofía del vegetarianismo y la dieta asociada.
Durante una entrevista de 2016, Han Kang afirmó: «Creo que esta novela tiene algunas capas: cuestiona la violencia humana y la (im)posibilidad de la inocencia; define la cordura y la locura; la (im)posibilidad de comprender a los demás, el cuerpo como último refugio o última determinación, y algunas más. Será inevitable que los distintos lectores y trasfondos culturales se centren más en diferentes aspectos. Si pudiera decir una cosa, esta novela no es una acusación singular al patriarcado coreano. Quería abordar mis preguntas de larga data sobre la posibilidad/imposibilidad de la inocencia en este mundo, que está mezclado con tanta violencia y belleza. Estas fueron preguntas universales que me ocuparon mientras la escribía».

## Recepción
Boyd Tomkin, presidente del panel de jueces del Premio Internacional Man Booker 2016, elogió el libro por su «perspectiva inquietante sobre un tema de gran interés» y el «esfuerzo creativo de Smith por mezclar belleza y horror». Comentó: «Este libro compacto, exquisito y perturbador permanecerá mucho tiempo en la mente, y tal vez en los sueños, de sus lectores. La traducción perfectamente calculada de Deborah Smith combina a la perfección su asombrosa mezcla de belleza y horror en cada paso».
Julia Pascal, escribiendo para The Independent, dijo: «Son las mujeres las que son asesinadas por atreverse a establecer su propia identidad. La narrativa deja en claro que es la presión aplastante de la etiqueta coreana la que las asesina. Han Kang se beneficia de la sutil traducción de Deborah Smith en este inquietante libro». Porochista Khakpour, escribiendo para The New York Times, afirma que el libro no se parece en nada a las típicas historias sobre el vegetarianismo que terminan con la «iluminación». Ella compara la obra con la novela corta Blood Kin de la autora afroaustraliana Ceridwen Dovey, el cuento de 1853 Bartleby, el escribiente del autor estadounidense Herman Melville, la historia de terror de culto de 1937 El búho ciego del autor iraní Sadeq Hedayat, y varios diarios y obras del autor checo Franz Kafka, incluido Un artista del hambre.
Gabe Habash, de Publishers Weekly, la calificó de novela ingeniosa, perturbadora e inolvidable. Y añadió: «Hay mucho que admirar en la novela de Han. Su estructura en tres partes es brillante y va profundizando gradualmente en lugares cada vez más oscuros; la escritura es sobria y cautivadora; pero quizás lo más memorable es su clímax aplastante, un momento fantasmagórico pero emocionalmente verdadero que es, sin duda, uno de los más poderosos del año». Comparó sus partes con El perfume de Patrick Süskind, La cena de Herman Koch y Tan poca vida de Hanya Yanagihara respectivamente. Eileen Battersby, que escribe para The Irish Times, dijo: «La vegetariana es más que una historia con moraleja sobre el trato brutal que reciben las mujeres: es una meditación sobre el sufrimiento y el dolor. Trata sobre la huida y sobre cómo un soñador emprende el vuelo. Sobre todo, trata del vacío y la rabia de descubrir que no hay nada que hacer cuando toda esperanza y consuelo fallan. A pesar de todas las descripciones gráficas, a menudo coreografiadas, Han Kang ha dominado la elocuente moderación en una obra de belleza salvaje y fisicidad desconcertante». Laura Miller, que escribe para Slate, compara el estilo sencillo de escritura con las obras del autor japonés Haruki Murakami.
Daniel Hahn, del periódico The Guardian, la calificó como «una historia extraordinaria de desenlace familiar» y escribió: «Frase por frase, La vegetariana es una experiencia extraordinaria. La Feria del Libro de Londres del año pasado tuvo a Corea como invitado de honor, con la esperanza de tentar a los editores de habla inglesa a buscar más novelistas coreanos contemporáneos, pero La vegetariana será difícil de superar. Es sensual, provocadora y violenta, llena de imágenes potentes, colores sorprendentes y preguntas inquietantes». Claire Fallon, que escribe para el Huffington Post, la calificó como «una historia elegante, en tres partes, de una mujer cuyo repentino giro hacia el veganismo perturba a su familia y expone los peores apetitos e impulsos humanos». Thrity Umrigar, escribiendo en The Boston Globe, describió La vegetariana como una historia melancólica de algo más que el vegetarianismo y describió a una mujer dividida entre un conjunto de decisiones de vida propias, cautelosas y convencionales, y los miembros de su familia, que no son tan inocentes como parecen.

## Premios
La segunda parte de la novela, "La marca mongólica", fue galardonada con el Premio Literario Yi Sang, uno de los premios literarios más prestigiosos de Corea del Sur.
En 2016, la obra recibe el premio Man Booker Internacional para ficción, con la citación de la comisión como «fuerte inolvidable y original». El libro se convirtió en el ganador del Premio Man Booker International, en el que solo se evaluó una obra propia del autor, en comparación con otros premios que recibieron obras en las que colaboró el escritor. El dinero del premio £ 50,000 fue compartido por Han y Smith.

## Adaptación
La obra se inspira en el cuento The Fruit of My Woman escrito por la propia Han Kang.
En 2009, La vegetariana fue adaptada a una película homónima del director, Lim Woo-Seong, con la actriz Chae Min-seo en el papel de Yeonghye.